# Tower Prep
Tower Prep est une série télévisée d'aventure fantastique américano-canadienne en 13 épisodes de 45 minutes, créée par Paul Dini et diffusée entre le 16 octobre 2010 et le 28 décembre 2010 sur Cartoon Network. Il s'agit de la seconde série live de la chaîne après Les Aventuriers de Smithson High (Unnatural History). 
En Suisse, la série a été diffusée entre le 28 février 2012 et le 18 août 2012 sur RTS Deux. En France, entre le 25 juillet 2014 et le 4 août 2014 sur M6.

## Synopsis
Ian Archer est un adolescent exclu de son lycée après une bagarre, même s'il défendait un autre élève. Le jeune homme se réveille dans  un établissement scolaire particulier appelé Tower Prep, mais ce dernier n'a aucune idée sur la façon dont il est arrivé là. Il découvre que chaque élève à un potentiel unique, c'est-à-dire un don comme Suki qui peut prendre la voix des autres ou Gabe qui est très persuasif. 
Le groupe essayera par tous les moyens de s'évader mais aussi de découvrir les secrets qui entourent Tower Prep...

## Fiche technique
- Titre original : Tower Prep
- Création : Paul Dini
- Réalisation : Peter DeLuise, Dwight Little, Terry McDonough, Michael Robison, Michael Rohl, James Wong et Thomas Wright
- Scénario : Paul Dini, , Jeff Eckerle, Glen Morgan, Marilyn Osborn, Brenton Spencer, Riley Stearns et Aury Wallington
- Direction artistique : Mark S. Freeborn et Matthew Budgeon
- Décors : Cheryl Marion et Doris Deutschmann
- Costumes : Kate Main
- Photographie : Philip Linzey
- Montage : Scott Richter, Geoffrey O'Brien et James Coblentz
- Musique : Kristopher Carter, Michael McCuistion et Lolita Ritmanis
- Production : Paul Dini, Glen Morgan et Bill O'Dowd
- Sociétés de production : Dolphin Entertainment et Cartoon Network Studios
- Sociétés de distribution : Warner Bros. Television
- Budget : [Combien ?]
- Pays d'origine :  États-Unis et  Canada
- Langue originale : anglais
- Format : couleur
- Genre : série d'aventure fantastique
- Durée : 45 minutes
- Dates de diffusion :
  -  États-Unis : 16 octobre 2010 sur Cartoon Network
  -  Suisse romande : 28 février 2012 sur RTS Deux[1]
  -  France : 25 juillet 2014 sur M6[3]

## Distribution

### Acteurs principaux
- Drew Van Acker (VFB : Sébastien Hébrant) : Ian Archer
- Ryan Pinkston (VFB : Alessandro Bevilacqua) : Gabriel « Gabe » Lexington Forrest
- Elise Gatien (VFB : Géraldine Frippiat) : Candace « CJ » Ward
- Dyana Liu (VFB : Cathy Boquet) : Suki Sato

### Acteurs récurrents
- Ted Whittall (VFB : Lionel Bourguet) : le directeur
- Dan Payne (VFB : Franck Dacquin) : Coach
- Peggy Jo Jacobs (VFB : Esther Aflalo) : Whisper 119 (voix)
- Richard Harmon (VFB : Thibaut Delmotte) : Ray Snider
- Izaak Smith (VFB : Pierre Lognay)  : Calvin « Cal » Rice
- Charlie Carrick (VFB : Antoni Lo Presti) : Fenton Capwell
- Calum Worthy (VFB : Maxime Donnay) : Don Fincher

## Production

### Tournage
Le pilote de la série Le Potentiel unique (New Kid) a été tourné en 2009, tandis que la première saison a commencé en 2010 en Colombie-Britannique au Canada.

## Accueil

### Diffusion internationale
Aux États-Unis, la série est diffusée sur Cartoon Network. La première saison a été diffusée du 16 octobre 2010 au 28 décembre 2010.
En Suisse, elle est diffusée du 28 février 2012 au 18 août 2012 sur RTS Deux. En France, elle est diffusée du 25 juillet 2014 au 4 août 2014 sur M6.

## Épisodes
| N° | #  | Titre                           | Réalisation      | Scénario                    | Audiences (millions) | Première diffusion            |
| -- | -- | ------------------------------- | ---------------- | --------------------------- | -------------------- | ----------------------------- |
| 01 | 01 | Le Potentiel unique New Kid     | Terry McDonough  | Paul Dini                   | 1,323                | États-Unis : 16 octobre 2010  |
|    |    |                                 |                  |                             |                      |                               |
| 02 | 02 | Le Tétrachromate Monitored      | Thomas J. Wright | Paul Dini                   | 1,061                | États-Unis : 26 octobre 2010  |
|    |    |                                 |                  |                             |                      |                               |
| 03 | 03 | Whisper                         | James Wong       | Glen Morgan                 | 0,881                | États-Unis : 2 novembre 2010  |
|    |    |                                 |                  |                             |                      |                               |
| 04 | 04 | Esprit d'équipe Buffer          | Peter DeLuise    | Glen Morgan                 | 0,903                | États-Unis : 9 novembre 2010  |
|    |    |                                 |                  |                             |                      |                               |
| 05 | 05 | Les Corbeaux The Rooks          | Thomas J. Wright | Aury Wallington             | 1,065                | États-Unis : 16 novembre 2010 |
|    |    |                                 |                  |                             |                      |                               |
| 06 | 06 | Ulysse et l'Odyssée Book Report | Peter DeLuise    | Darin Morgan                | 1,018                | États-Unis : 23 novembre 2010 |
|    |    |                                 |                  |                             |                      |                               |
| 07 | 07 | La Cryptobactéria Election      | Michael Rohl     | Riley Stearns               | 0,978                | États-Unis : 30 novembre 2010 |
|    |    |                                 |                  |                             |                      |                               |
| 08 | 08 | Croc-rouge Field Trip           | Dwight H. Little | Paul Dini                   | 0,986                | États-Unis : 7 décembre 2010  |
|    |    |                                 |                  |                             |                      |                               |
| 09 | 09 | Mauvais Rêves Dreams            | Brenton Spencer  | Darin Morgan                | 0,901                | États-Unis : 14 décembre 2010 |
|    |    |                                 |                  |                             |                      |                               |
| 10 | 10 | Le Compte à rebours Phone Home  | Michael Robison  | Aury Wallington             | 0,982                | États-Unis : 21 décembre 2010 |
|    |    |                                 |                  |                             |                      |                               |
| 11 | 11 | Les Rebelles Trust              | Michael Rohl     | Riley Stearns               | 1,068                | États-Unis : 21 décembre 2010 |
|    |    |                                 |                  |                             |                      |                               |
| 12 | 12 | Trahison Snitch                 | Thomas J. Wright | Jeff Eckerle Marilyn Osborn | N/A                  | États-Unis : 28 décembre 2010 |
|    |    |                                 |                  |                             |                      |                               |
| 13 | 13 | Au nom du père Fathers          | Dwight H. Little | Glen Morgan                 | N/A                  | États-Unis : 28 décembre 2010 |
|    |    |                                 |                  |                             |                      |                               |